# Absolmsia
Genre
Absolmsia est un genre de plantes à fleurs de la famille des Apocynaceae et comprend deux espèces, originaire du sud-ouest de la Chine et de Bornéo.

## Taxonomie
Absolmsia est considérée comme un synonyme de Hoya.

## Liste d'espèces
Selon Tropicos (16 février 2021) :
- Absolmsia oligophylla Tsiang – Chine : Yunnan
- Absolmsia spartioides (Benth.) Kuntze – Bornéo